# NGC 7429
NGC 7429 (другое обозначение — OCL 249) — рассеянное скопление в созвездии Цефей.
Этот объект входит в число перечисленных в оригинальной редакции «Нового общего каталога».